# Kontekstni izbornik
Kontekstni izbornik (eng. context menu, također  contextual, shortcut, pop up, pop-up menu) je element grafičkog korisničkog sučelja. Jedan je od izbornika. Pojavljuje se po korisnikovom djelovanju poput klikanjem desnom tipkom miša. Nudi ograničeni skup izbora dostupnih u postojećem stanju ili kontekstu, operacijskog sustava ili aplikacije kojoj izbornik pripada. Obično su dostupni izbori akcije u svezi s izabranim objektom. S tehničke točke gledišta, takav kontekstni izbornik je grafički kontrolni element.

## Povijest
Kontekstni izbornici prvi su se put pojavili u okružju Smalltalka na računalu Xerox Alto, gdje su bili zvani "iskočnim izbornicima" (eng. pop-up menus); izumio ih je Dan Ingalls sredinom 1970-ih.
Microsoft Office v3.0 uveo je 1990. godine kontekstni izbornik za funkciju kopiranja i lijepljenja. Lotus 1-2-3/G za OS/2 v1.0 dodao je dodatne mogućnosti formatiranja 1991. godine. Borlandov Quattro Pro za Windows v1.0 uveo je 1992. godine mogućnost kontekstnog izbornika Properties.

## Vanjske poveznice
- Googleova podrška - Android Accessibility Pomoć Upotreba globalnog i lokalnog kontekstnog izbornika
- Microsoftova podrška Kako koristiti prilagođeni Kontekstni izbornik programa Internet Explorer
- YouTube Kako koristiti kontekstni izbornik Postavke u Vozilu ? - korisnik E-guide Renault
- Podrška za Microsoft Office  Arhivirana inačica izvorne stranice od 6. rujna 2018. (Wayback Machine) Vodič za kontekstne izbornike dodatka Power Query
- IBM Prečice tipkovnice